# Гришко, Сергей Захарович
Серге́й Заха́рович Гришко́ (8 декабря 1928 — 6 марта 1996) — советский режиссёр, театральный педагог, заслуженный деятель искусств РСФСР (1988). Профессор, декан театрального факультета Дальневосточного педагогического института искусств, заведующий кафедрой актёрского мастерства.

## Биография
Закончил Харьковский институт искусств.
Долгие годы руководил театральным факультетом Дальневосточного педагогического института искусств. Воспитал большое количество актёров, режиссёров, деятелей культуры и искусства, многие из которых стали заслуженными и народными артистами СССР, России и Украины. Как режиссёр-постановщик поставил спектакль-сказку во Владивостокском ТЮЗе. Умер во Владивостоке 6 марта 1996 года.

## Постановки дипломных спектаклей
- 1981 — «Женитьба» (Гоголя)
- 1985 — «Берёзовая ветка» (Визбора)
- 1985 — «Дурочка» (Лопе-де Веги)
- 1985 — «Свои люди — сочтёмся» (Островского)

## Смотр-конкурс имени С. З. Гришко
Ежегодно в Приморском крае проходит смотр-конкурс самостоятельных актёрских работ «Театральная надежда» им. Сергея Захаровича Гришко. Участвуют исключительно студенты ДВГАИ и молодые актёры театров Приморья (до 35 лет).

## Награды и звания
- Заслуженный деятель искусств РСФСР
- Заслуженный деятель искусств Бурятской АССР[3]

## Публикации
- Гришко С. З. Воспитание навыков сценического действия в театральной школе. Учебное пособие. — Владивосток: Изд-во Дальневосточного университета, 1983. 72 с.[4]

## Ученики
- Владимир Матвеев,
- Александр Михайлов,
- Семён Стругачёв,
- Виктория Цыганова (Жукова),
- Пётр Соседов,
- Александр Славский,
- Сергей Меньшов,
- Владимир Сергияков